# ĸ
La lettera Kra (ĸ) è un carattere tipografico usato un tempo nel Kalaallisut, parlato in Groenlandia. A livello grafico è simile ad una piccola K maiuscola, oppure alla lettera minuscola ka dell'alfabeto cirillico. Fatto raro per l'alfabeto latino, esiste solo la forma minuscola di questa lettera (come era per la ß tedesca fino al 2008).
È usata per indicare il suono [q], ovvero una occlusiva uvulare sorda.
Il suo codice Unicode è 312 (decimale) e U+0138 (esadecimale). Se non è disponibile, è possibile sostituirla con la lettera q.
Nel 1973, una riforma ortografica sostituì la lettera Kra con la semplice q.
Il simbolo può essere ottenuto sulle tastiere italiane in ambiente Linux premendo contemporaneamente i tasti Alt Gr e K.